# William Thoms

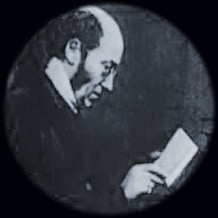
William Thoms.

William John Thoms, född den 16 november 1803, död den 15 augusti 1885, var en brittisk fornforskare. 
Ordet folklore bildades av Thoms, som, under pseudonymen Ambrose Merten, först nyttjade det, i betydelsen "folkets vetande", i en uppsats i Athenaeum (1846) och 1878 stiftade Folklore society i London, vars organ är tidskriften Folklore.